# Lámfalussy-eljárás
A Lámfalussy-eljárás az uniós döntéshozatal reformja, amely a pénzügyi piacok területén egyszerűbbé és hatékonyabbá teszi az Európai Unión belüli komplex és hosszadalmas döntéshozatalt és a szabályozási struktúrát.

## Négy szintű szabályozási struktúra
Ezt a jogalkotási módszert a Bölcsek Tanácsa dolgozta ki 2001-ben. Nevét a bizottság elnökéről, a híres magyar származású mai közgazdászról, Lámfalussy Sándorról kapta (Alexandre Lamfalussy, külföldi kiejtéssel: "Lámfálusszi"). Az eredeti cél az értékpapírpiac uniós szabályozásának reformja volt, de az Európai Unió Tanácsa 2002 decemberében az egész európai pénzügyi szektorra kiterjesztette a Lámfalussy-eljárást. Az eljárás lényege, hogy négy szintre tagolja az európai szabályozást és egyértelműen meghatározza az egyes uniós intézmények és nemzeti szervek közötti feladat- és kompetenciamegosztást.

### Első szint: Keretjogszabályok
Az első szinten az Európai Bizottság koordinálásával irányelvek kerülnek kidolgozásra, melyről a végleges határozatot az együttdöntési eljárás értelmében az Európai Unió Tanácsa és az Európai Parlament közösen hozzák meg.

### Második szint: Részletes végrehajtási rendelkezések
A második szinten az Európai Bizottság, valamint európai szakmai szabályozási bizottságok részletes végrehajtási rendelkezéseket dolgoznak ki. A Bizottság a szabályozási tervezeteket készít, melyeket a szakmai szabályozási bizottságok vitatnak meg, egészítenek ki és öntik közösen végleges formába:
- a bankszektorban a European Banking Committee (EBC),
- a biztosítási piacon a European Insurance and Occupational Pensions Committee (EIOPC) a felelős uniós szabályozási bizottság;
- a pénzügyi konglomerátumokkal unión belüli szabályozása az Economic and Financial Crimes Commission (EFCC),
- az értékpapírpiac szabályozása a European Securities Committee (ESC) feladata.

### Harmadik szint: Technikai jellegű szabályok
A harmadik szinten iránymutatások, ajánlások, felügyeleti rendelkezések kerülnek kidolgozásra a tagállamok felügyeleti szerveiből álló, szintén szektorális alapon kialakított bizottságok által. Ezek a szakértői bizottságok szakmai támogatást nyújtanak az Európai Bizottságnak a végrehajtási rendelkezések kidolgozása során, valamint az európai szabályozás konzisztens nemzeti kivitelezésén és az európai pénzügyi piaci minél egységesebb napi felügyeletén munkálkodnak:
- a bankszektorban a Committee of European Banking Supervisors (CEBS),
- a biztosítási piacon a European Insurance and Occupational Pensions Authority (EIOPA), korábban Committee of European Insurance and Occupational Pensions Supervisors (CEIOPS)
- az értékpapírszektorban a Committee of European Securities Regulators (CESR) a szakértői bizottság.

### Negyedik szint: A végrehajtás ellenőrzése
A negyedik szinten uniószerte lehetőleg minél egységesebben alkalmazzák a kidolgozott szabályokat. A Bizottság és a tagállamok, valamint a harmadik szinten lévő felügyeleti szervek együtt ellenőrzik a végrehajtást.

## Külső hivatkozások
- Deutsche Bundesbank – Bankenaufsicht – CEBS – Lamfalussy
- PSZÁF, Nemzetközi kapcsolatok főosztálya: A Lámfalussy eljárás kiterjesztése a banki és biztosítási területre (Word-dokumentum)